# Martin Laursen
Martin Laursen (* 26. července 1977, Fårvang, Dánsko) je bývalý dánský fotbalista, který v současné době působí jako trenér v klubu BK Søllerød-Vedbæk ve 2. dánské lize.

## Přestupy
- z Silkeborg IF do Hellas Verona zadarmo
- z Hellas Verona do AC Parma za 500 000 eur
- z AC Parma do AC Milan za 3 000 000 eur
- z AC Milan do Aston Villa za 4 000 000 eur

## Statistika
| Klub          | Sezóna  | Liga   | Liga | Pohár  | Pohár | LM či EL | LM či EL | Celkem | Celkem |
| Klub          | Sezóna  | Zápasy | Góly | Zápasy | Góly  | Zápasy   | Góly     | Zápasy | Góly   |
| ------------- | ------- | ------ | ---- | ------ | ----- | -------- | -------- | ------ | ------ |
| Silkeborg IF  | 1995/96 | 1      | 0    | 0      | 0     | 0        | 0        | 1      | 0      |
| Silkeborg IF  | 1996/97 | 12     | 0    | 0      | 0     | 0        | 0        | 12     | 10     |
| Silkeborg IF  | 1997/98 | 22     | 1    | 0      | 0     | 0        | 0        | 22     | 1      |
| Hellas Verona | 1998/99 | 6      | 0    | 0      | 0     | 0        | 0        | 6      | 0      |
| Hellas Verona | 1999/00 | 20     | 2    | 0      | 0     | 0        | 0        | 20     | 2      |
| Hellas Verona | 2000/01 | 31     | 1    | 0      | 0     | 0        | 0        | 31     | 1      |
| AC Milan      | 2001/02 | 22     | 2    | 6      | 0     | 9        | 0        | 37     | 2      |
| AC Milan      | 2002/03 | 10     | 0    | 7      | 0     | 10       | 0        | 27     | 0      |
| AC Milan      | 2003/04 | 10     | 0    | 6      | 0     | 3        | 0        | 19     | 0      |
| Aston Villa   | 2004/05 | 12     | 1    | 0      | 0     | 0        | 0        | 12     | 1      |
| Aston Villa   | 2005/06 | 1      | 0    | 0      | 0     | 0        | 0        | 1      | 0      |
| Aston Villa   | 2006/07 | 14     | 0    | 1      | 0     | 0        | 0        | 15     | 0      |
| Aston Villa   | 2007/08 | 38     | 6    | 1      | 0     | 0        | 0        | 39     | 6      |
| Aston Villa   | 2008/09 | 19     | 1    | 0      | 0     | 5        | 2        | 24     | 3      |
| Aston Villa   | Celkově | 218    | 13   | 21     | 0     | 29       | 3        | 269    | 16     |

## Úspěchy

### Klubové
- 1× vítěz italské ligy (2003/04)
- 1× vítěz italského poháru (2002/03)
- 1× vítěz Ligy mistrů (2002/03)
- 1× vítěz evropského superpoháru (2003)

### Reprezentace
- 1× na MS (2002)
- 2× na ME (2000, 2004)

### Individuální
- 1× Fotbalista roku v Dánsku: 2008 [1]